# Tinghallen
Tinghallen Kongres- & Musikhus er det største indendørs kultur- og spillested i Viborg, og et af de største i Danmark.

## Historie
Tinghallen åbnede i februar 1969. En del af pengene til at opføre Tinghallen, skaffede lokale ildsjæle gennem aktietegning blandt lokale virksomheder og borgere. Erhvervsmanden og lokalpolitikeren Axel Brøndum var en af initiativtageren og Tinghallens første bestyrelsesformand, da byens borgere stadigvæk var delte i deres støtte til det nyopførte byggeri. Mange var glade for at byen havde fået et stort sted til musik, sport og messer, mens en lige så stor del af borgerne var uenige med byrådet i Viborg Kommune, da de besluttede at kommunen skulle dække et eventuelt driftsunderskud.
I 1989 fik Tinghallen nyt køkken, så kapaciteten kom op på 1000 spisende gæster. Der kom nye foyer og restaurant i 1993, og et nyt scenetårn blev opført i 2004.
I starten af 2018 begyndte man en stor ombygning og udvidelse af alle faciliteter og området omkring Tinghallen. Den samlede pris for hele projektet løber op i en kvart milliard og Comvent Arena som er en del af Tinghallen får plads til 2200 siddende eller 3700 stående gæster. Derudover får spillestedet Paletten plads til 500 gæster. En del af projektet omfatter også opførelsen af et 12 etager højt hotel, en transparent overdækket gangbro og en foyer. Det hele forventes at være færdig i sommeren 2021.
Ved Kommunal- og regionsvalget 2013 var Tinghallen landets største valgsted, da 22.364 vælgere havde mulighed for at sætte sit kryds der.

## Bowlinghallen Viborg
I kælderen under Tinghallen er Bowlinghallen Viborg placeret. Her er 14 fuldautomatiske bowlingbaner, bar og café. Udover udlejning af banerne på timebasis, blev Bowlinghallen i februar 2011 benyttet af 6 bowlingklubber, hvor topklubben BK Viborg er den mest prominente.

## Placering
Stedet er placeret lige overfor Viborg Stadionhal og Viborg Stadion, samt er nabo til biografen Fotorama og Viborg Politistation.